# Polycyrtus avilae
Polycyrtus avilae är en stekelart som beskrevs av Zuniga 2004. Polycyrtus avilae ingår i släktet Polycyrtus och familjen brokparasitsteklar. Inga underarter finns listade i Catalogue of Life.